# مالاکولا
مالاکولا (به لاتین: Malakula) دومین جزیره بزرگ در وانواتو در منطقه ملانزی در اقیانوس آرام است. این جزیره در استان مالامپا واقع شده‌است.

## خصوصیات
مالاکولا ۲٬۰۴۱ کیلومترمربع مساحت و ۲۲٬۹۳۴ نفر جمعیت دارد.